# Julio Muñoz Salazar
Julio César Muñoz Salazar (4 de diciembre de 1962) es un ingeniero comercial y político chileno, que se desempeñó como alcalde de Pemuco.

## Biografía
Hijo de Jose Muñoz Muñoz, exalcalde, regidor y concejal de Pemuco, y Juana Salazar Troncoso. 
Egresó del Liceo de Hombres de Chillán. Ingresó a la Universidad Austral de Chile, sede Valdivia, donde obtiene el título de ingeniero comercial. Inicia funciones en la Ilustre Municipalidad de Yungay en el departamento de Finanzas; Ilustre Municipalidad de Ñiquén como Secretario de Planificación Comunal (SECPLAC); luego nuevamente en Yungay a cargo de la sección finanzas y personal del departamento de educación municipal dejando el cargo para asumir como alcalde de la comuna de Pemuco.

## Carrera política
Vinculado al partido  Demócrata Cristiano. Es elegido concejal de la comuna en su segunda elección con un 10,37% de los votos en 2004.
Obtuvo la alcaldía debido a la destitución del alcalde anterior por faltas graves a la probidad en abril de 2008.
En las elecciones municipales de 2008 fue elegido alcalde de la comuna de Pemuco con un 54,69% de los votos, para el período 2008 a 2012.  Durante su gestión se realizaron muestras de teatro, fotografía, construcción de una biblioteca, salones multiusos además se comienza a realizar en la última semana de enero la Feria costumbrista de Pemuco que cada vez tiene más visitantes. se crean plazas en los sectores rurales, calles, alumbrado público, se arregla la entrada de la comuna, se construyen puentes peatonales, arreglo del balneario Los Boldos, terminación del casino de la medialuna, arreglo del gimnasio municipal, construcción y reparación de juntas de vecinos y colegios, exigencia a empresas forestales a mejorar los caminos rurales, se instalan paraderos dentro del sector urbano, se adjudica una clínica dental móvil, y se firman convenios con municipalidades.

## Historial electoral

### Elecciones municipales de 2008
- Elecciones Municipales de 2008, para la alcaldía de Pemuco[9]

| Candidato                     | Pacto                    | Partido   | Votos | %     | Resultado |  |
| ----------------------------- | ------------------------ | --------- | ----- | ----- | --------- |  |
| Julio Muñoz Salazar           | Concertación Democrática | PDC       | 2.657 | 54,69 | Alcalde   |  |
| Clarisa Carrasco Sepúlveda    | Alianza                  | Indep. RN | 288   | 5,93  |           |  |
| Fernando Vallejos Palacios    | independiente            | IND       | 178   | 3,66  |           |  |
| Luis Humberto Rubilar Salazar | independiente            | IND       | 203   | 4,18  |           |  |
| Marjolaine Guiñez Núñez       | independiente            | IND       | 1.532 | 31,54 |           |  |

### Elecciones municipales de 2012
- Elecciones Municipales de 2012, para la alcaldía de Pemuco[10]

| Candidato                     | Pacto                    | Partido   | Votos | %     | Resultado |  |
| ----------------------------- | ------------------------ | --------- | ----- | ----- | --------- |  |
| Julio Muñoz Salazar           | Concertación Democrática | PDC       | 1.808 | 35,07 |           |  |
| Jacqueline Quiñez Nuñez       | Alianza                  | Indep. RN | 2325  | 45,11 | Alcalde   |  |
| Pedro Vallejos Mardones       | independiente            | IND       | 233   | 4,52  |           |  |
| Luis Humberto Rubilar Salazar | independiente            | IND       | 316   | 6,13  |           |  |
| Ricardo Diaz Acuña            | Concertación Democrática | PPD       | 472   | 9,15  |           |  |